# Lepanthes caluffii
Lepanthes caluffii är en orkidéart som beskrevs av E.González och Carlyle August Luer. Lepanthes caluffii ingår i släktet Lepanthes och familjen orkidéer.
Artens utbredningsområde är Kuba. Inga underarter finns listade i Catalogue of Life.